# Maison située 9 rue Ivana Vušovića à Sokobanja
La maison située 9 rue Ivana Vušovića à Sokobanja (en serbe cyrillique : Кућа у Ул. Ивана Вушовића 9 у Сокобањи ; en serbe latin : Kuća u Ul. Ivana Vušovića 9 u Sokobanji) se trouve à Sokobanja et dans le district de Zaječar, en Serbie. Elle est inscrite sur la liste des monuments culturels protégés de la république de Serbie (identifiant no SK 764),.

## Présentation
La maison a été construite en 1908.